# Про виродків і людей
«Про виродків і людей» — п'ятий фільм режисера Олексія Балабанова. Прем'єра картини відбулася на 51-му Каннському кінофестивалі у програмі «Двотижневик режисерів».

## Зміст
Кінець XIX століття. Дві благополучні родини, загадковий Йоган, власник фотостудії в підвальному приміщенні, де створений якийсь фотографічний театр Маркіза де Сада. І фотографічні листівки з приниженою наготою жіночого тіла, що викликають хіть і зловтішне торжество влади. Погляд фотографа, який уміє бачити в дівчинці ангельські кучері й милу посмішку, і той же погляд, який розкладає тіло, погляд порнографа. Йоган позначений дияволом, Йоган убиває душу. Саме він поступово руйнує благополуччя сімей і перетворює звичайних людей у виродків.

## Робота над фільмом
Сценарій цього фільму Балабанов написав ще в 1993 році під назвою «Тихі люди». Задум картини виник під час зйомок «Замка» у Гамбурзі.
Режисер планував розпочати зйомки цього фільму відразу після завершення роботи над короткометражкою «Трофим». Однак довгий час через провокаційність сюжету Балабанов не міг знайти коштів для його реалізації. За цей час він встиг зняти малобюджетного «Брата» і поїздити з міжнародних кінофестивалям в пошуках грошей. Попри активну роботу із західними продюсерами, здійснити цей проєкт Балабанов зміг, спираючись виключно на кошти російських інвесторів.
Зйомки фільму проходили у Санкт-Петербурзі, Виборзі та Ярославлі.

## Ролі
- Сергій Маковецький — Іоган
- Віктор Сухоруков — Віктор Іванович
- Анжеліка Неволіна — Катерина Кирилівна Стасова, сліпа дружина лікаря
- Динара Друкарова — Ліза
- Альоша Дьо — Коля
- Чингіз Цидендамбаєв — Толя
- Вадим Прохоров — Путілов
- Олександр Мезенцев — Доктор Стасов
- Ігор Шибанов — Інженер Радлов
- Дар'я Лєснікова — Груня
- Тетяна Полонська — Дар'я
- Ольга Страуміт — Няня
- Ілля Шакунов — людина у вітрині
- Юрій Гальцев — імпресаріо

## Знімальна група
- Режисер-постановник — Олексій Балабанов
- Продюсери — Сергій Сельянов, Олег Ботогов
- Автор сценарію — Олексій Балабанов
- Оператор-постановник — Сергій Астахов
- Художник-постановник — Віра Зелінська
- Звукорежисер — Максим Бєловолов
- Монтаж — Марина Ліпартія
- Художник по костюмах — Надія Васильєва
- Художник по гриму — Тамара Фрід
- Декоратор — Анатолій Глушпак

## Нагороди
- Премія «Ніка» в номінації «Найкращий фільм»
- Премія «Ніка» в номінації «Найкраща режисерська робота» (Олексій Балабанов)
- Приз міжнародного фестивалю «Тиждень фантастичного кіно» у Малазі найкращому акторові (Сергій Маковецький)
- Приз міжнародного фестивалю «Тиждень фантастичного кіно» в Малазі найкращому операторові (Сергій Астахов)
- Приз «Особлива думка» міжнародного фестивалю «Тиждень фантастичного кіно» в Малазі
- Спеціальний приз журі міжнародного фестивалю в Стамбулі